# Rodolfo Soares
Rodolfo dos Santos Soares, noto semplicemente come Rodolfo Soares (Rio de Janeiro, 25 maggio 1985), è un calciatore brasiliano, centrocampista del St. Andrews.

## Carriera
Ha giocato 6 partite nella prima divisione brasiliana con la maglia della Fluminense.
In carriera ha giocato 21 partite di qualificazione alle coppe europee, di cui 6 per la Champions League e 15 per l'Europa League.

## Palmarès

### Club

#### Competizioni statali
- Campionato Carioca: 1

Fluminense: 2005
- Taça Rio: 1

Fluminense: 2005